# عرفان الله عرفان
عرفان الله عرفان (زاده ۱۳۴۹ ولسوالی فرزه ولایت کابل) سیاستمدار افغانستان و نماینده مردم ولایت کابل در دوره‌های پانزدهم و شانزدهم مجلس نمایندگان است. وی در مجلس شانزدهم نمایندگان افغانستان عضو کمیسیون مواصلات، مخابرات، امور انکشاف شهری، تهیه مسکن، تهیه آب و برق و امور شاروالی‌ها می‌باشد.

## زندگی‌نامه
عرفان الله عرفان زاده ۱۳۴۹ از ولسوالی فرزه ولایت کابل می‌باشد. ایشان تحصیلات متوسطه خود را در یک مدرسه خصوصی در سال ۱۳۶۹ به پایان برد و سند لیسانس در فقه و قانون را از دانشگاه دعوت و جهاد در سال ۱۳۷۳ بدست آورد.

## دیگر فعالیت‌ها
دیگر فعالیت‌های ایشان:
- استاد در دانشگاه کابل و مدارس.
- نماینده مردم کابل در دوره پانزدهم و شانزدهم مجلس نمایندگان افغانستان.